# Толстой Михайло Михайлович (молодший)
Граф Миха́йло Миха́йлович Толсто́й (рос. Михаил Михайлович Толстой; нар. 1863 — пом. 1927) — громадський діяч, меценат і бібліофіл.

## Біографія
Народився у 1863 році в Одесі, як позашлюбний син графа Михайла Михайловича Толстого та міщанки Олени Григорівни Смирнової. Батьки обвінчались лише у 1868 році.
У 1885 році закінчив юридичний факультет Імператорського Новоросійського університету. Як гласний міської думи, був членом семи думських комісій, сприятливо впливаючи на міську освіту, охорону здоров'я, культуру.
Продовжуючи справу свого батька, займався благочинністю. Власним коштом збудував одеську публічну бібліотеку й протягом 22 років був її попечителем. Передав у дар бібліотеці 4 тичячі книг разом з дубовими шафами, а після жовтневого перевороту 1917 року — ще близько 40 тисяч книг.
У 1903 році за безпосередньої участі Михайла Михайловича була відкрита Одеська станція швидкої медичної допомоги.
З встановленням у Одесі радянської влади, приписом начальника штабу 2-ї Радянської армії Михайло Михайлович і його мати були виселені з власного будинку. Родина переїздить у маєток в селі Онуфріївка Херсонської губернії. Тут Михайло Михайлович був заарештований, але після заступництва місцевих селян звільнений.
Будучи вже важко хворим, разом з матір'ю виїхав до Франції, а згодом — до Швейцарії. Помер у 1927 році в Женеві, де й похований.

## Нагороди і почесні звання
- Орден Святого Станіслава 2-го ступеня.
- Почесний громадянин Одеси (1909).